# Калининское сельское поселение (Вологодская область)
Муниципальное образование «Калининское» — сельское поселение в Тотемском районе Вологодской области Российской Федерации.
Административный центр — посёлок Царева.

## География
Граничит на северо-западе с Вожбальским сельским поселением, на северо-востоке с Пятовским сельским поселением, на юго-востоке с Великодворским сельским поселением, на юге с Толшменским сельским поселением, на юго-западе с Погореловским сельским поселением.
По территории проходит автодорога А123, протекают реки Царева, Кобанга, Ухтанга, по южной и восточной границам — Сухона.

## История
В 1999 году был утверждён список населённых пунктов Вологодской области.
Образовано в соответствии с законом Вологодской области от 6 декабря 2004 года № 1124-ОЗ
«Об установлении границ Тотемского муниципального района, границах и статусе муниципальных образований, входящих в его состав».
В состав сельского поселения вошли:
- Калининский сельсовет (ОКАТО 19 246 820, 25 населённых пунктов)
- 6 деревень Усть-Печенгского сельсовета — Большой Горох, Мыс, Осовая, Павловская, Устье, Ухтанга (ОКАТО 19 246 860). 2 других населённых пункта сельсовета вошли в Великодворское сельское поселение[3].

Законом Вологодской области от 1 июня 2015 года № 3670-ОЗ, были преобразованы, путём их объединения, муниципальные образования «Вожбальское» и «Калининское» — в сельское поселение Калининское с административным центром в посёлке Царева.

## Население
| 2011  | 2012  | 2013  | 2014  | 2015  | 2016  | 2017  |
| ----- | ----- | ----- | ----- | ----- | ----- | ----- |
| 1168  | ↘1121 | ↘1086 | ↘1052 | ↘1012 | ↗1552 | ↘1492 |
| 2018  | 2019  | 2020  | 2021  |       |       |       |
| ↘1443 | ↘1442 | ↘1410 | ↗1521 |       |       |       |

## Состав сельского поселения
| №  | Населённый пункт | Тип населённого пункта          | Население |
| -- | ---------------- | ------------------------------- | --------- |
| 1  | Антушево         | деревня                         | 5         |
| 2  | Бережок          | деревня                         | 17        |
| 3  | Большой Горох    | деревня                         | 40        |
| 4  | Гагариха         | деревня                         | 0         |
| 5  | Гора             | деревня                         | 0         |
| 6  | Гридинская       | деревня                         | 11        |
| 7  | Гридинская       | деревня                         | 6         |
| 8  | Давыдково        | деревня                         | 0         |
| 9  | Екимиха          | деревня                         | 23        |
| 10 | Залесье          | деревня                         | 0         |
| 11 | Захаровская      | деревня                         | 0         |
| 12 | Зуиха            | деревня                         | 0         |
| 13 | Ивановская       | деревня                         | 17        |
| 14 | Игначево         | деревня                         | 6         |
| 15 | Илюхинская       | деревня                         | 0         |
| 16 | Исаево           | деревня                         | 13        |
| 17 | Исаево           | деревня                         | 27        |
| 18 | Калининское      | деревня                         | 19        |
| 19 | Кашинское        | деревня                         | 10        |
| 20 | Климовская       | деревня                         | 44        |
| 21 | Козловка         | деревня                         | 8         |
| 22 | Конюховская      | деревня                         | 0         |
| 23 | Коровинская      | деревня                         | 16        |
| 24 | Красный Бор      | посёлок                         | ↘169      |
| 25 | Крутая Осыпь     | посёлок                         | 181       |
| 26 | Кудринская       | деревня                         | 287       |
| 27 | Левинское        | деревня                         | 7         |
| 28 | Ленино           | деревня                         | 13        |
| 29 | Лодыгино         | деревня                         | 3         |
| 30 | Лукинская        | деревня                         | 3         |
| 31 | Максимовская     | деревня                         | 0         |
| 32 | Маринская        | деревня                         | 0         |
| 33 | Мишуково         | деревня                         | 20        |
| 34 | Мыс              | деревня                         | 17        |
| 35 | Никитинская      | деревня                         | 0         |
| 36 | Орловка          | деревня                         | 0         |
| 37 | Осовая           | деревня                         | 24        |
| 38 | Останинская      | деревня                         | 0         |
| 39 | Павловская       | деревня                         | 3         |
| 40 | Паново           | деревня                         | 27        |
| 41 | Пахтусово        | деревня                         | 4         |
| 42 | Петухово         | деревня                         | 0         |
| 43 | Радчино          | деревня                         | 11        |
| 44 | Рязанка          | деревня                         | 15        |
| 45 | Село             | деревня                         | 41        |
| 46 | Семёновская      | деревня                         | 0         |
| 47 | Сергеево         | деревня                         | 20        |
| 48 | Сластничиха      | деревня                         | 5         |
| 49 | Сродино          | деревня                         | 23        |
| 50 | Таборы           | деревня                         | 16        |
| 51 | Тельпино         | деревня                         | 11        |
| 52 | Угрюмовская      | деревня                         | 0         |
| 53 | Устье            | деревня                         | 225       |
| 54 | Ухтанга          | деревня                         | 4         |
| 55 | Царева           | посёлок, административный центр | 439       |
| 56 | Шулево           | деревня                         | ↘3        |
| 57 | Ярцево           | деревня                         | 9         |

## Местное самоуправление
Действующая система органов местного самоуправления района учреждена Уставом Тотемского муниципального района Вологодской области, принятым решением № 101 Тотемского районного муниципального Собрания 19 июля 2005 года.
Местное самоуправление в поселении осуществляется на основании Устава, который был утверждён решением совета депутатов Калининского сельского поселения Тотемского муниципального района Вологодской области от 8 августа 2005 года.
Глава муниципального образования Басина Людмила Васильевна, избрана 5 июня 2005 года (количество голосов «за» — 57,78 %), она же является также председателем представительного органа. Количество депутатов в представительном органе — 10.
Администрация поселения расположена по адресу: 161310 Вологодская область, Тотемский район, п. Царева, дом 31.

## Экономика
Филиалы ООО «Северагрогаз»:
- филиал «Россия»
- филиал «Торговый дом „Вологодский“»
- филиал «Тотемский перерабатывающий завод» (рыбный, колбасный и консервный цеха)